# Magha Puja
Magha Puja è una festa buddista theravāda, che si tiene di solito a febbraio, nel giorno di luna piena. Il giorno è dedicato alla commemorazione del Sangha, ossia della comunità monastica, o più in generale la congregazione degli "esseri nobili". L'origine dottrinale della festa è l'evento in cui 1.250 arahant si radunarono spontaneamente, senza previo accordo, alla presenza del Buddha. Di questi monaci risvegliati, mille avevano conseguito il risveglio ascoltando il Sutra del fuoco impartito dal Buddha; gli altri 250 erano discepoli dei venerabili anziani Śāriputra e Moggallana. Compiaciuto del buon auspicio che derivava da questa assemblea, il Buddha tenne l 'Ovada-Patimokkha Gatha, un discorso che riassume i punti principali della dottrina del Buddha, il Dhamma, che il Buddha indirizzò ai suoi monaci prima di inviarli ad insegnare la dottrina a tutti gli esseri senzienti.